# Volontør
En volontør arbejder på frivillig basis for et almennyttigt formål. I kirkelig sammenhæng bruges udtrykket oftest om unge, der sendes ud fra en kirke eller en kirkelig organisation for at arbejde i op til et år for en kirke eller en partner i et andet land – ofte et udviklingsland.
Tidligere brugtes udtrykket også for nyuddannede der arbejdede gratis i en periode for at samle erhvervserfaring. Der har gennem perioder med opdagelsesrejser været mange volontører. En af dem var Lorentz Waxell, som var volontør på skibet "St. Peter". Det var det samme skib som Vitus Bering sejlede med, da han for første gang så Alaska. Han er også hovedpersonen i Jacob Clausens bog, Rejsen til håbets ø.
| Job | Spire Denne artikel om et job eller en stillingsbetegnelse er en spire som bør udbygges. Du er velkommen til at hjælpe Wikipedia ved at udvide den. |